# Liste der portugiesischen Literaturpreise
Zahlreiche Literaturpreise werden in Portugal vergeben. Sie werden teils vom Schriftstellerverbandes APE (Associação Portuguesa de Escritores) und vom IPLB (Instituto Português do Livro e das Bibliotecas), u. a. für Romane, Kinder- und Jugendliteratur, Gedichte und Essays verliehen, einige mit verschiedenen Stadtverwaltungen zusammen und teilweise auch bei den Literaturfestivals in Portugal, andere auch von Stiftungen, Verlagshäusern, Kommunen oder Verbänden, teils mit öffentlichen Zuschüssen.
Als bedeutendster Preis gilt der Prémio Camões, ebenfalls international beachtet werden die Preise Prémio José Saramago, Prémio LeYa und Prémio Pessoa. Von besonderer Bedeutung für die portugiesischen Literaten sind zudem die Preise Prémio Fernando Namora, Prémio D. Dinis, Prémio Seiva, Prémio Miguel Torga, Prémio Sophia de Mello Breyner Andresen oder auch die Preise des Festivals Correntes d'Escritas.
Die folgende, alphabetisch grob nach Rufname sortierte Liste erhebt keinen Anspruch auf Vollständigkeit.

## In Portugal vergebene Literaturpreise
- Prémio Afonso Duarte der Stadt Montemor-o-Velho
- Prémio Afonso Lopes Vieira der Stadt Leiria
- Prémio Nacional Alberto Sampaio für zeitgenössische Geschichte
- Prémio A. de Almeida Fernandes, der Stiftung Fundação Mariana Seixas
- Prémio Literário Almeida Firmino
- Prémio Alves Redol der Stadt Vila Franca de Xira
- Prémio Américo Lopes de Oliveira für Sozialgeschichte
- Gedichtspreis Ana Hatherly
- Prémio António Palouro der Stadt Fundão
- Prémio Aristides de Sousa Mendes
- Literaturpreis des Verbandes Angola-stämmiger (Associação dos Naturais de Angola)
- Preis des Literaturkritikerverbandes Associação Portuguesa de Críticos Literários
- Prémio Bordalo des Presseverbandes Casa da Imprensa
- Prémio Branquinho da Fonseca für Kinder- und Jugendliteratur
- Literaturpreis der Caixa Geral de Depósitos
- Grande Prémio de Conto Camilo Castelo Branco
- Prémio Camões
- Prémio Carlos de Oliveira
- Prémio Cesário Verde
- Preis des Literaturklubs (Clube Literário) von Porto
- Prémio Correntes d'Escritas
- Prémio David Mourão-Ferreira, Essay-Preis der Stadt Cascais
- Prémio D. Dinis der Stiftung Mateus (Fundação Casa de Mateus)
- Prémio Edmundo Bettencourt
- Prémio Eixo Atlântico de Narrativa Galega e Portuguesa
- Gedichtspreis Daniel Faria
- Prémio Ferreira de Castro der Stadt Sintra
- Literaturpreis der Fnac/Teorema
- Prémio Ferreira de Castro für Kinder- und Jugendliteratur
- Prémio Gaspar Fructuoso
- Kinder- und Jugendliteraturpreis der Gulbenkian-Stiftung
- Prémio Mário António der Gulbenkian-Stiftung
- Jacinto do Prado Coelho-Kritikerpreis (Centro Português da Associação Internacional de Críticos Literários)
- Prémio Literário João Gaspar Simões der Stadt Figueira da Foz
- Prémio José de Figueiredo
- Internationaler Gedichtspreis Léon Filipe
- Prémio «Ler» des Buchklubs Círculo de Leitores
- Prémio LeYa
- Internationaler Linguistik-Literaturpreis Lindley Cintra der Sociedade de Língua Portuguesa
- Prémio Manuel Andrade der Stadt Estarreja
- Prémio Máxima der Zeitschrift Máxima für weibliche Autoren (drei Kategorien, seit 1990 vergeben)
- Prémio Miguel Torga
- Prémio Morgado de Mateus
- Prémio Nacional Trindade Coelho
- Prémio Oliva Guerra
- Prémio Orlando Gonçalves
- Raul Proença-Preis der Bibliothekarsvereinigung Associação Portuguesa de Bibliotecários, Arquivistas e Documentalistas (BAD)
- Prémio Pessoa
- Prémio Seiva
- Prémio Maria Amália Vaz de Carvalho
- Kinder- und Jugendliteraturpreis Matilde Rosa Araújo der Stadt de Cascais
- Prémio Sophia de Mello Breyner Andresen
- Gedichts-Preis Luís Miguel Nava
- Prémio Fernando Namora des Casino Estoril
- Gedichtspreis Natércia Freire der Stadt Benavente
- Literaturpreis der PALOP
- Prémio Pedro Ferro
- Literatur-Übersetzungspreis des portugiesischen P.E.N.-Klubs und der Übersetzervereinigung Associação Portuguesa de Tradutores
- Preis des portugiesischen P.E.N.-Klubs für Essays
- Preis des portugiesischen P.E.N.-Klubs für Fiktion
- Preis des portugiesischen P.E.N.-Klubs für Poesie
- Prémio José Saramago
- Buchpreise der Gesellschaft Sociedade Histórica da Independência de Portugal
- Literaturpreise der Sociedade Portuguesa de Autores (SPA)
- Prémio Vasco Branco der Stadt Aveiro
- Prémio Vergílio Ferreira der Stadt Évora
- Prémio Victor de Sá
- Drama-Preis des Teatro Nacional São José
- Kindermärchen-Preis der Stadt Trofa
- Literaturpreis Verbo/Semanário
- Prémio Vergílio Ferreira der Stadt Gouveia
- Übersetzer-Preis der União Latina de Tradução Científica e Técnica em Língua Portuguesa